# حصول الجميع على التعليم

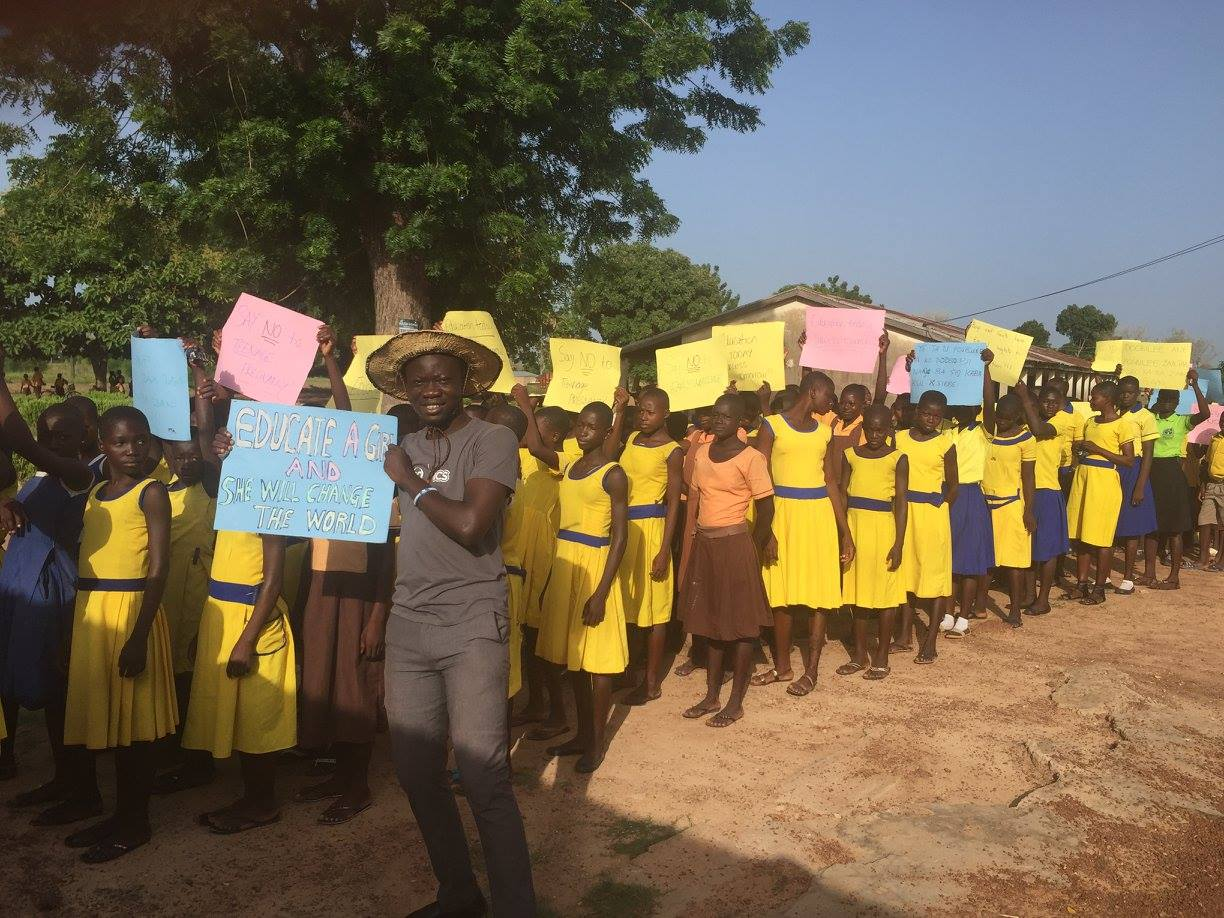
الطلاب والمعلمون في غانا في استعراض للتعليم الشامل.

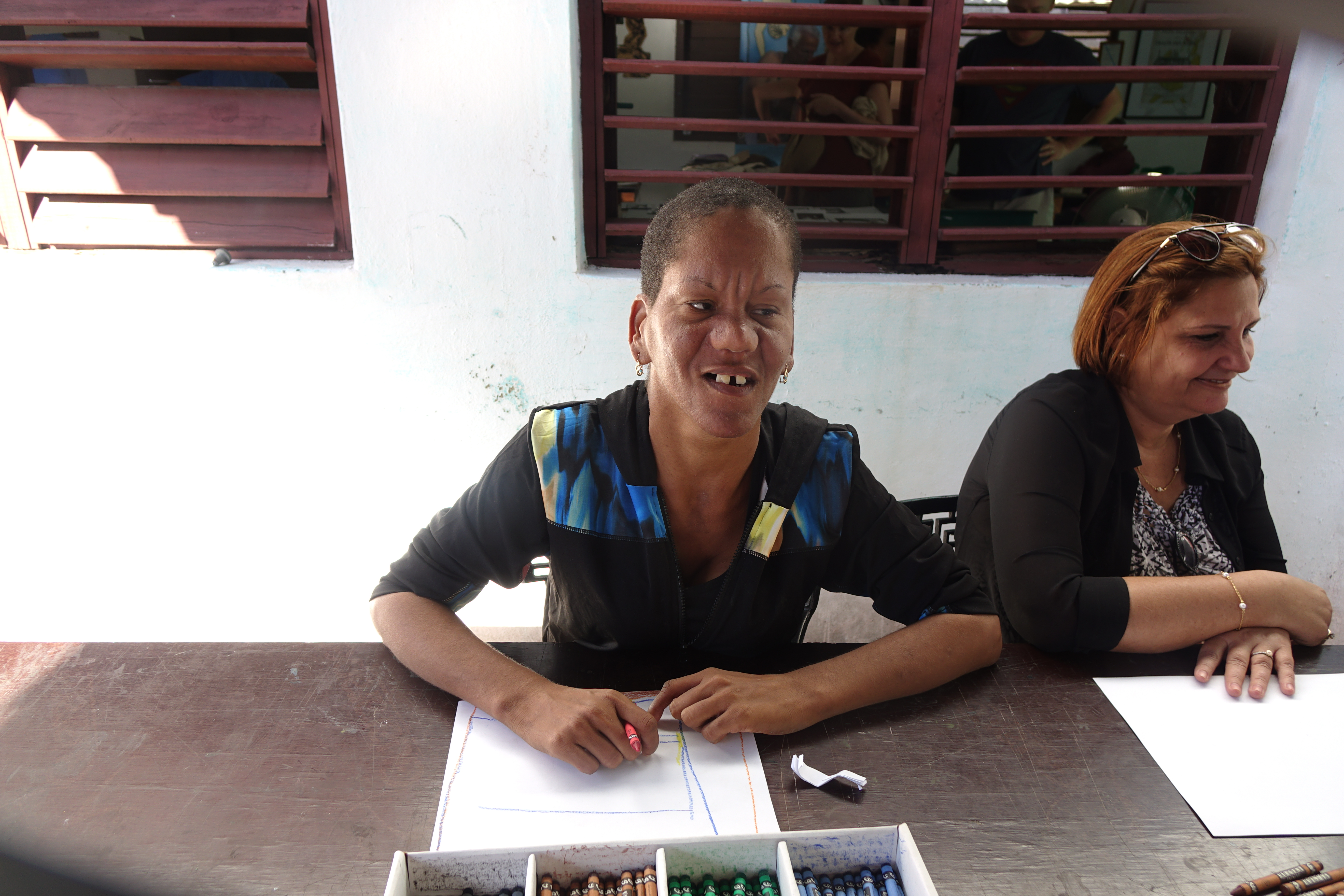
Cienfuegos ، وهي مجموعة غير ربحية تقوم بتدريس الفن للأشخاص ذوي الإعاقة في كوبا.

حصول الجميع على التعليم  هو حصول جميع الناس على تكافؤ الفرص في التعليم، بغض النظر عن الطبقة الاجتماعية، العرق، الجنس، الجنسية، العرقية الخلفية أو الجسدية والعقلية الإعاقة. يستخدم المصطلح في كل من القبول الجامعي للفئات المتوسطة والدنيا، وفي التكنولوجيا المساعدة للمعاقين. يشعر بعض النقاد أن هذه الممارسة في التعليم العالي، على عكس نظام الجدارة الصارم، تسبب معايير أكاديمية أقل. من أجل تسهيل الوصول إلى التعليم للجميع، فإن البلدان لها الحق في التعليم.